# Vol Air France 007
Le vol Air France 007, assuré par un Boeing 707 d'Air France, s'est écrasé le 3 juin 1962, alors qu'il décollait de l'aéroport de Paris-Orly. Les seuls survivants de la catastrophe étaient 2 hôtesses de l'air ; les 8 autres membres d'équipage et les 122 passagers à bord du Boeing 707 ont tous péri dans l'accident. C'était, à l'époque, un des accidents aériens les plus meurtriers de l'histoire aéronautique.

## Avion et vol concerné
L'avion concerné était un Boeing 707-328 nommé Château de Sully. Il était très récent : son premier vol avait eu lieu en 1960. Il s'agissait d'un vol charter international à destination de Houston, avec des escales prévus à New York et Atlanta.

## Déroulement
Selon plusieurs témoins, lors du décollage sur la piste 8, le nez du Boeing 707 s'est soulevé de la piste, mais le train d'atterrissage principal est resté au sol. Bien que l'avion ait déjà dépassé la vitesse maximale à laquelle le décollage pouvait être interrompu en toute sécurité dans la longueur de piste restante, l'équipage de conduite n'avait pas d'autre choix et a tenté d'interrompre le décollage .
Alors qu'il restait moins de 1000 m de piste, les pilotes ont utilisé les freins de secours et les inverseurs de poussée pour tenter d'arrêter le 707. Ils ont freiné si fort qu'ils ont détruit les pneus et les roues du train d'atterrissage principal, mais l'avion est sorti de la piste. Le train d'atterrissage gauche s'est arraché et un incendie s'est déclaré dans la cabine. 

## Enquête
Une enquête ultérieure a révélé des indications selon lesquelles un moteur entraînant le compensateur de profondeur était peut-être tombé en panne, laissant le pilote capitaine Roland Hoche et le premier officier Jacques Pitoiset incapables de terminer la rotation et le décollage.

## Hommage d'Andy Warhol
L'artiste pop américain Andy Warhol a réalisé peu après un de ses premiers tableaux, 129 Die in Jet!, en hommage à l'accident et à ses victimes.